# Walter de Sá Cavalcanti
Walter de Sá Cavalcante (Fortaleza, 30 de junho de 1915 — Rio de Janeiro, 10 de junho de 1954) foi um advogado, jornalista, contabilista e político brasileiro, outrora deputado federal pelo Ceará.

## Dados biográficos
Filho de João de Sá Cavalcante e Raimunda Rabelo de Sá Cavalcante. Advogado formado pela Universidade Federal do Ceará em 1937 e contabilista graduado na Academia de Comércio Padre Champagnat (onde viria a lecionar), anexa ao Colégio Cearense, iniciou atividade jornalística e política ainda nos bancos universitários. Professor do Centro de Ciências Agrárias da Universidade Federal do Ceará, fundou e dirigiu o jornal O Estado, colaborou com o jornal O Povo, foi vice-presidente da Associação Cearense de Imprensa, presidente do Centro de Estudos Contábeis e Econômicos, diretor e presidente de honra da União dos Moços Católicos e diretor da Associação Cultural Franco-Brasileira.
Eleito deputado estadual via PSD em 1947, ajudou a elaborar a Constituição Estadual e a seguir elegeu-se deputado federal em 1950, mas faleceu no curso do mandato, ocasionando a efetivação do médico Waldemar Alcântara.